# Elaphoglossum yoshinagae
Elaphoglossum yoshinagae är en träjonväxtart som först beskrevs av Ryôkichi Yatabe, och fick sitt nu gällande namn av Mak. Elaphoglossum yoshinagae ingår i släktet Elaphoglossum och familjen Dryopteridaceae. Inga underarter finns listade.